# 竹筷槍

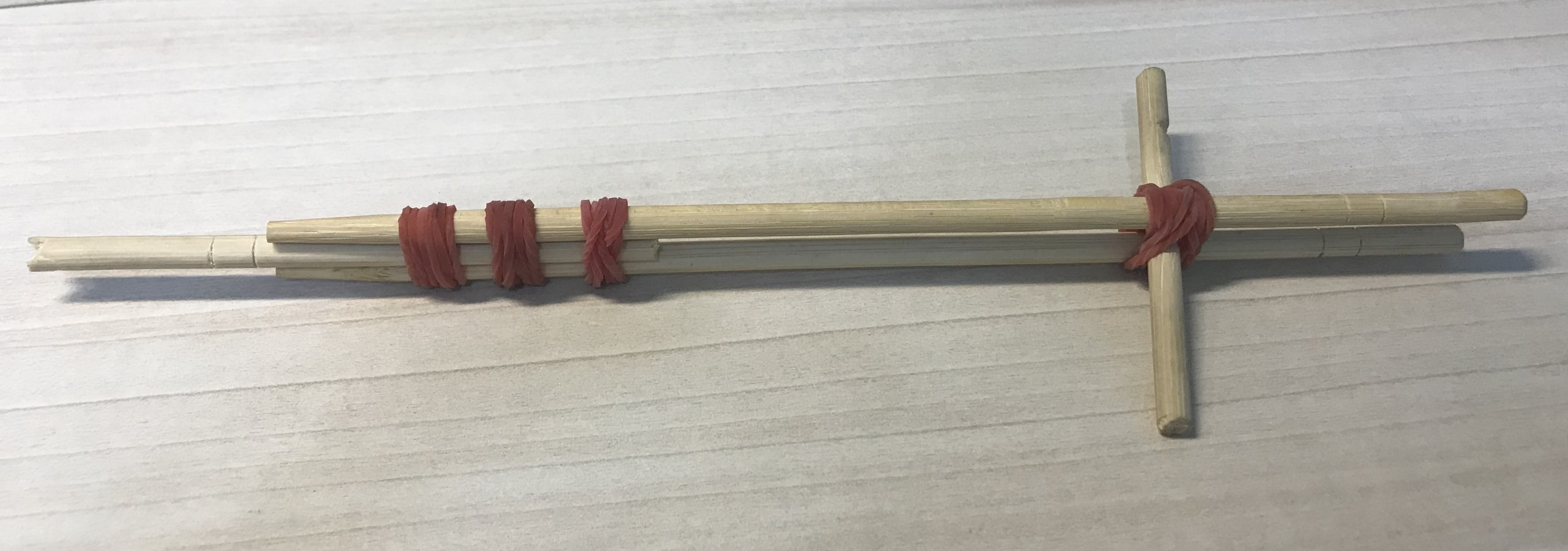
簡易竹槍

竹筷槍   又稱竹槍 、筷子槍 ，是以竹製免洗筷和橡皮筋所製成的橡皮筋槍，為一種玩具。橡皮筋套在竹筷槍上再扣下扳機，便可以將橡皮筋射出。

## 製作方式
製作竹筷槍需要至少五根竹筷及四條橡皮筋。
1. 用刀將兩根竹筷鋸成兩半
2. 用刀在一根長竹筷的末端切出凹痕
3. 以兩根長竹筷並排夾起兩根短竹筷，再將兩根短竹筷併攏，短竹筷會與長竹筷成三角形。以三條橡皮筋將三個節點綁緊
4. 將一根短竹筷垂直置於兩根長竹筷中間，做為扳機，以橡皮筋綁住，但仍需留下可活動的空間。
5. 將有凹痕的竹筷並排置於兩根長竹筷中間，凹痕向外，將三根長竹筷中間，以橡皮筋和短竹筷做支架綁緊，即可完成。

## 外部連結
- 竹筷槍 - 台灣玩具圖書館協會
- 認識台灣童玩-竹管槍 （页面存档备份，存于）